# Минаков, Сергей Тимофеевич
Серге́й Тимофе́евич Минако́в (род. 23 октября 1946, Балашов, Саратовская область, РСФСР, СССР) — советский и российский историк. Доктор исторических наук, профессор, бывший декан исторического факультета Орловского государственного университета (1996—2012), заведующий кафедрой истории России. Автор большого количества научных публикаций, главным образом, по истории СССР, а также соавтор ряда школьных учебников по истории России.

## Биография
С ранних лет будущий историк хорошо владел игрой на фортепиано. Окончил музыкальное училище по соответствующему классу, и, по его собственному признанию, даже предпринял попытку поступления в МГК имени П. И. Чайковского. Однако, столкнувшись с «не очень честной конкуренцией и нескрываемой завистью» в консерватории, от этой идеи он отказался и в 1966 году стал студентом исторического факультета Московского государственного университета, так как с детства интересовался историей. В МГУ впервые определились научные интересы Минакова: Древняя Русь, средневековая Франция и Испания, и история СССР, в первую очередь, военная. По завершении обучения в университете С. Т. Минаков — выпускник кафедры истории средних веков — продолжил учёбу в аспирантуре.
По окончании аспирантуры прошёл службу в рядах вооружённых сил СССР, а затем уехал работать в провинцию. По словам самого Минакова, на момент определения дальнейшего места работы им рассматривались три предложения: из Симферополя, из Иваново и  Орла. В связи с тем, что его супруга на тот момент обучалась в московской аспирантуре, Минаков выбрал последний. В Орёл он приехал в 1976 году, став преподавателем на историческом факультете Орловского государственного педагогического института (ОГПИ). Под руководством известного медиевиста А. Р. Корсунского в 1984 году защитил кандидатскую диссертацию по истории средневековой Испании («Крупная феодальная вотчина и город в Леоне в X—XIII вв. (по документам Саагунского монастыря)»).
Дальнейшую научную работу Минаков продолжил, занимаясь исследованием военной истории СССР в 1920—1930-х годах. Данной проблеме, а также её центральному персонажу — М. Н. Тухачевскому — историк посвятил свою докторскую диссертацию («Советская военная элита 20-х годов : Состав, социокультурные особенности, политическая роль», 2000) и — впоследствии — несколько книг и статей.
С 1996 года Сергей Тимофеевич Минаков является заведующим кафедрой истории России, до 2012 года также являлся деканом исторического факультета Орловского государственного университета (ОГУ; бывший ОГПИ). Его супруга, два сына и дочь по роду деятельности также являются историками. Минаков имеет звания почётного работника высшего профессионального образования и отличника народного просвещения.
Среди известных учеников Минакова кандидаты исторических наук Р. М. Абинякин, Е. А. Волкова, И. Н. Гребёнкин, А. М. Кабаков, С. Е. Лазарев, С. С. Минаков (сын), О. И. Павлова (невестка), А. А. Поздняков, А. А. Рогожин (зять), А. С. Рогожина (дочь), В. А. Холодов, доктора исторических наук И. В. Гончарова, А. С. Минаков (сын), Г. С. Чувардин.  Также в число учеников входит В. В. Соколов, руководитель администрации губернатора и правительства Орловской области, готовивший под его руководством кандидатскую диссертацию по советской военной элите 1920-х годов. Именно в администрации губернатора и правительства Орловской области более десяти лет работал младший сын и тёзка Сергея Тимофеевича Минакова, ныне — практикующий адвокат.

## Научная деятельность
Наряду с такими учёными, как С. Е. Лазарев, В. С. Мильбах, А. А. Печёнкин, Н. С. Черушев, является одним из ведущих разработчиков проблемы формирования советской военной элиты 1920—1930-х годов и темы репрессий в Рабоче-крестьянской Красной армии и на флоте. В отличие от перечисленных авторов, Сергей Тимофеевич Минаков наиболее глубоко занимается изучением социокультурного облика советской военной элиты во всём её многообразии, связей советской военной элиты с эмигрантской средой, военным и политическим зарубежьем. И в отличие от них же, с течением времени поменял своё отношение к сталинским репрессиям и пришёл к выводу о том, что «заговор военных» действительно существовал и мог негативно сказаться на расколе военной элиты накануне Великой Отечественной войны.
С этим не согласны, например, В. С. Мильбах, А. А. Печёнкин, С. Е. Лазарев, которые отмечают, что при обосновании «заговора» Сергей Тимофеевич Минаков руководствуется ненадёжными доводами и источниками, мало использует следственные дела репрессированных и архивные документы, а в его изложении событий 1930-х годов всё больше превалирует публицистический, эмоциональный подход, что, впрочем, не умаляет его вклада в разработку проблемы в целом. Наоборот, С. С. Близниченко, кандидаты исторических наук Р. М. Абинякин, А. А. Смирнов называют позицию С. Т. Минакова взвешенной и считают, что суждения о губительном воздействии репрессий на Красную армию в начале Великой Отечественной войны сильно преувеличены.

## Семья
Отец — Тимофей Лаврентьевич Минаков (1907—1980), советский военный лётчик, участник Великой Отечественной войны, подполковник авиации.
Мать — Надежда Павловна (1918—1999), учитель музыки по классу скрипки.
Жена — Элеонора Александровна (род. 1953), преподаватель Орловского государственного университета, кандидат исторических наук, автор исторических очерков, посвящённых киевскому князю Игорю Рюриковичу.
Старший сын — Андрей Минаков (род. 1977), российский историк, бывший директор Орловского краеведческого музея, доктор исторических наук.
Младший сын — Сергей (род. 1981), кандидат исторических наук, бывший начальник правового отдела в администрации губернатора и правительства Орловской области, практикующий юрист, вслед за отцом увлекающийся историей лейб-гвардии Семёновского полка.
Дочь — Ангелина (род. 1988), кандидат исторических наук.

### Монографии
- Минаков С. Т. За отворотом маршальской шинели. — Орёл: Орёлиздат, 1999. — 358 с. — ISBN 5-87025-034-X.
- Минаков С. Т. Советская военная элита 20-х годов: состав, эволюция, социокультурные особенности и политическая роль. — Орёл: Орёлиздат, 2000. — 559 с. — ISBN 5-87025-052-8.
- Минаков С. Т. Сталин и его маршал. — М.: Яуза, 2004. — 635 с. — ISBN 5-699-05916-4.
- Минаков С. Т. Сталин и заговор генералов. — М.: Эксмо, 2005. — 717 с. — ISBN 5-699-09149-1.
- Минаков С. Т. 1937. Заговор был! — М.: Яуза, 2010. — 320 с. — ISBN 978-5-699-39223-0.

### Учебники
- Загладин Н. В., Минаков С. Т., Козленко С. И., Петров Ю. А. История Отечества. XX век: Учебник для 9 класса общеобразовательных учреждений. — М.: Русское слово.
- Загладин Н. В., Минаков С. Т., Козленко С. И., Петров Ю. А. История России. XX — начало XXI века: Учебник для 11-го кл. общеобразовательных учреждений. — М.: Русское слово.